# Karlik drobny
Karlik drobny (Pipistrellus pygmaeus) – gatunek ssaka z podrodziny mroczków (Vespertilioninae) w obrębie rodziny mroczkowatych (Vespertilionidae).

## Taksonomia
Gatunek po raz pierwszy zgodnie z zasadami nazewnictwa binominalnego opisał w 1825 roku angielski przyrodnik William Elford Leach, nadając mu nazwę Vespertilio pygmaeus. Holotyp pochodził z Spitchwick, niedaleko lasu w Dartmoor, w Devon, w Wielkiej Brytanii. Podgatunek cyprius po raz pierwszy zgodnie z zasadami nazewnictwa binominalnego opisał w 2007 roku czeski chiropterolog Petr Benda, nadając mu nazwę Pipistrellus pygmaeus cyprius. Okaz typowy pochodził z nad rzeki Kryos, w pobliżu górnego końca szlaku Kalidonia, około 2 km na południowy zachód od Troodos (35°N 33°E/34,920000 32,870000), w Cyprze.
Pipistrellus pygmaeus był generalnie uznawany za podgatunek P. pipistrellus, jednak na podstawie kilku badań genetycznych, popartych danymi morfologicznymi, oba gatunki zostały rozdzielone w latach 90. XX wieku. Dane genetyczne umieszczają P. pygmaeus w pobliżu P. creticus i P. hanaki. Niedawno opisany podgatunek cyprius może reprezentować odrębny gatunek, ponieważ jest bardzo odmienny morfologicznie i dość odmienny genetycznie. Autorzy Illustrated Checklist of the Mammals of the World rozpoznają dwa podgatunki.

### Etymologia
- Pipistrellus: wł. pipistrello, vispitrello (zdrobnienie od vespertilio) „nietoperz”[10].
- pygmaeus: łac. pygmaeus „karłowaty”, od gr. πυγμαιος pugmaios „karłowaty, wielkości pięści”, od πυγμη pugmē „pięść”[11].
- cyprius: łac. Cyprius „cypryjski, z Cypru”[5].

## Zasięg występowania
Karlik drobny występuje w Europie zamieszkując w zależności od podgatunku:
- P. pygmaeus pygmaeus – Europa od Irlandii i Półwyspu Iberyjskiego na wschód do Rosji i Kaukazu; także główne wyspy śródziemnomorskie (Baleary, Korsyka, Sardynia i Sycylia).
- P. pygmaeus cyprius – Cypr.

## Morfologia
Długość ciała (bez ogona) 36–51 mm, długość ogona 23–36 mm, długość ucha 9–13 mm, długość przedramienia 27,7–32,8 mm; masa ciała 4–7,5 g. Wzór zębowy: I {\displaystyle {\tfrac {2}{3}}} C {\displaystyle {\tfrac {1}{1}}} P {\displaystyle {\tfrac {2}{2}}} M {\displaystyle {\tfrac {3}{3}}} = 34. Kariotyp wynosi 2n = 44, FNa = 50.
Karlik drobny jest małym nietoperzem o brunatnym futrze z delikatnie złotawym odcieniem i niewielkimi trójkątnymi, zaokrąglonymi uszami. Koziołki ma niewielkie i rogalikowate. Między nozdrzami zwykle mały, ale wyraźnie widoczny grzbiet. Od innych gatunków odróżniają go błony skrzydłowe, przedramiona i pyszczek prawie tej samej barwy co grzbiet.

## Ekologia
Karlik drobny wylatuje na łowy kilkanaście minut po zachodzie słońca. Wykazuje się wieczorem i nad ranem. Lata stosunkowo nisko (2-5m nad ziemią). Przeważnie poluje w luźnych grupach, liczących od kilku do 20 osobników. Najczęściej łowi drobne muchówki, wije, pająki i kosarze. Wiosną, w kwietniu i maju, samice gromadzą się w kryjówkach rozrodczych, najczęściej w budynkach mieszkalnych, poddaszach kościołów czy domkach letniskowych. Kolonie mogą liczyć od 30 do 650 osobników. Samica rodzi w czerwcu zazwyczaj dwa młode, które uzyskują zdolność lotu po 3-4 tygodniach. W czasie odchowu młodych samica często zmienia kryjówki. Młode samice osiągają dojrzałość płciową jeszcze w roku urodzenia, uczestniczą w godach i są zapładniane. Samce zdolność do rozrodu uzyskują w drugim roku życia. Karliki drobne odbywają gody od końca lipca do połowy września. Samiec zajmuje swoje terytorium, które patroluje i którego broni przed rywalami własnego gatunku. W locie odzywa się głosem godowym, wabiąc samice. Otoczenie swojej kryjówki znaczy żółtą wydzieliną gruczołów policzkowych. Niekiedy gromadzi wokół siebie harem, liczący kilka do nawet kilkunastu samic. Karliki drobne ze wschodniej i północnej części zasięgu wędrują na zimę w cieplejsze rejony, przebywając nawet 1000 kilometrów lub więcej. Hibernują od połowy listopada do początku marca. W Polsce najczęściej zimują w ociepleniach ścian budynków, na strychach, w kościołach, wyjątkowo w podziemiach i jaskini.

## Ochrona
W Polsce jest objęty ścisłą ochroną gatunkową oraz wymagający ochrony czynnej, dodatkowo obowiązuje zakaz fotografowania, filmowania lub obserwacji, mogących powodować płoszenie lub niepokojenie.